# 須惠町
須惠町（日语：／ Sue machi */?）是位于福岡市東方約10公里的一個城鎮。
轄區東側為山區，主要市區位於轄區西南側，近年來因成為福岡市的通勤都市，在西北部有大規模的住宅區開發。
由於在古墳時代為須惠器的生產地，因此以「須惠」做為町名。

## 歷史
在江戶時代曾經為福岡藩御用窯的所在地，直到明治時代才被廢除。

### 年表
- 1889年4月1日：實施町村制，六個村合併為須惠村。
- 1953年4月1日：改制為須惠町。

## 交通

### 鐵路
- 九州旅客鐵道
  - 香椎線：須惠車站 - 須惠中央車站 - 新原車站

### 道路
高速道路
- 九州自動車道：須惠休息區

## 觀光資源
- 福岡藩磁器御用窯遺跡

## 教育

### 高等學校
- 福岡縣立須惠高等學校

## 本地出身之名人
- 鄉廣美：歌手、俳優
- 渡辺具能：眾議院議員
- 鰰澤亞人：音樂人